# Ketikoti

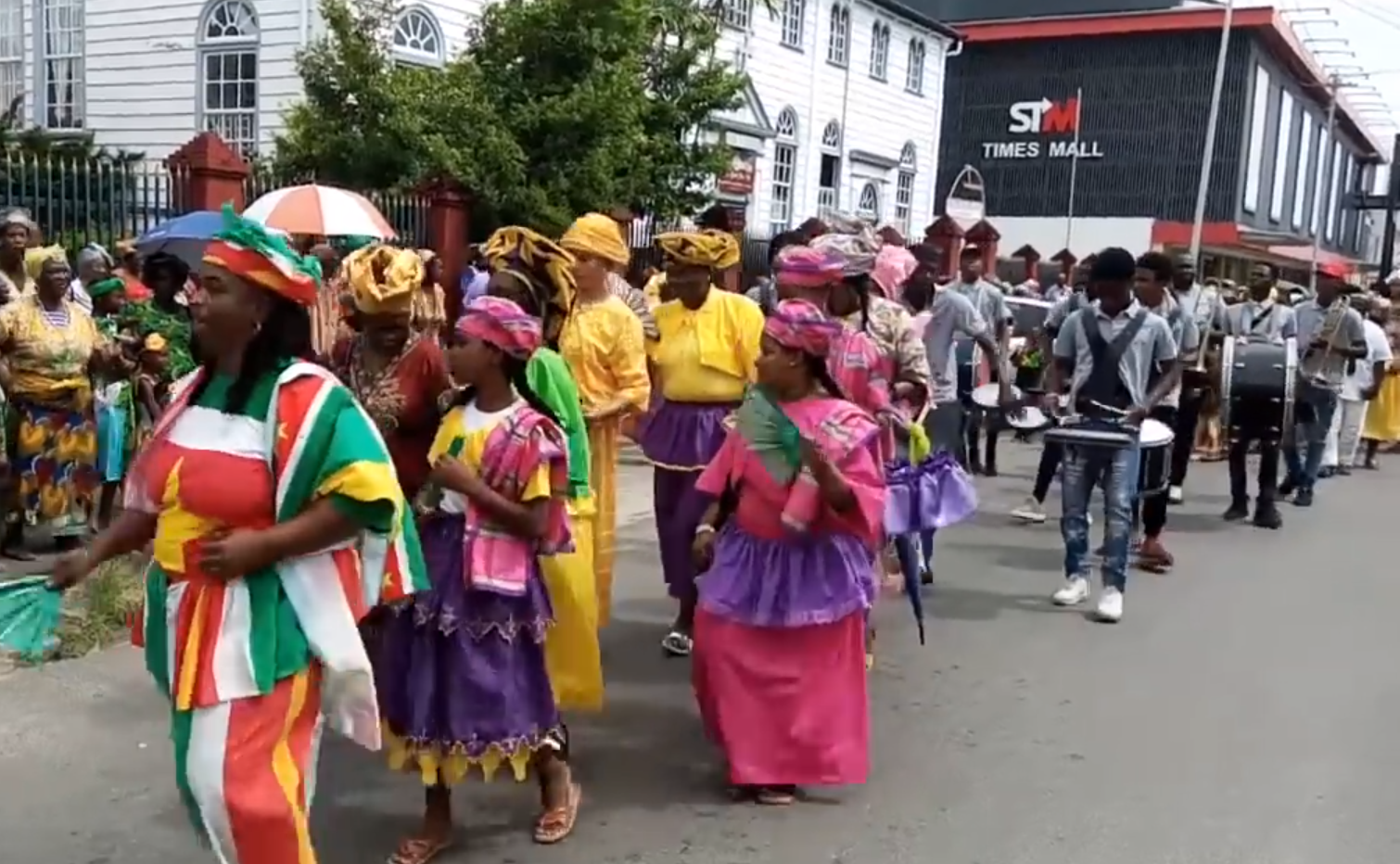
Parada Bigi Spikri w Surinamie, 2018

Ketikoti (z języka sranan tongo „łańcuchy zostały zerwane”) – święto państwowe obchodzone w Surinamie co roku 1 lipca, upamiętniające zniesienie niewolnictwa w Surinamie i Holenderskich Antylach 1 lipca 1863 roku; dawniej Dzień Wyzwolenia. 
Święto obchodzone jest również na wyspach Sint Eustatius i Sint Maarten, a także w wielu miastach Królestwa Niderlandów, lecz nie ma tam statusu święta państwowego. 

## Historia
Holandia miała znaczący udział w transatlantyckim handlu niewolnikami. W 1814 roku król Zjednoczonych Niderlandów Wilhelm I wydał zakaz handlu niewolnikami transatlantyckimi przez holenderskie statki.
1 stycznia 1860 roku Ustawa o polityce rządu Holenderskich Indii Wschodnich (hol. Wet vaststelling van het Reglement op het beleid der regering van Nederlandsch Indie.) zniosła niewolnictwo na terenie Holenderskich Indii Wschodnich. W 1862 roku przejęto ustawę o zniesieniu niewolnictwa w Surinamie i Antylach Holenderskich (hol. Wetten ter opheffing der slavernij in Suriname en de Nederlandse Antillen), która weszła w życie z dniem 1 lipca 1863 roku.
Zniesienie niewolnictwa uczczono w Paramaribo 21 wystrzałami armatnimi z twierdzy Fort Zeelandia. Wolność uzyskało ok. 33 tys. niewolników w Surinamie i ok. 12 tys. w Antylach Holenderskich. Byli niewolnicy zostali jednak prawnie zobowiązani do pracy na plantacjach przez kolejnych dziesięć lat. Dawni właściciele niewolników otrzymali rekompensaty w wysokości od 150 do 300 guldenów za niewolnika. 

## Obchody
Ketikoti obchodzone jest w Surinamie jako święto państwowe. Święto zostało ustanowione dekretem rządu z 2 lutego 1960 roku jako Dzień Wyzwolenia. Nazwa została zmieniona dekretem rządu na Keti Koti 28 sierpnia 1993 roku. 
Święto obchodzone jest również na wyspach Sint Eustatius i Sint Maarten, a także w wielu miastach Królestwa Niderlandów, lecz nie ma tam statusu święta państwowego. 
Podczas Ketikoti odbywają się parady Bigi Spikri (pol. „Duże lustro”), których uczestnicy noszą tradycyjne stroje. 
W 1963 roku, w 100. rocznicę zniesienia niewolnictwa, odsłonięto w stolicy Surinamu Paramaribo pomnik kwakoe – uwolnionego afrykańskiego niewolnika, który zerwał łańcuchy. 
Największe obchody w Holandii organizowane są w Oosterpark w Amsterdamie, gdzie znajduje się pomnik upamiętniający zniesienie niewolnictwa. 